# Bol'shie Skalistye
Bol'shie Skalistye är en ö i Antarktis. Den ligger i havet utanför Östantarktis. Australien gör anspråk på området.